# Nomarca
El nomarca era el encargado de la gestión local en el Antiguo Egipto, responsable de la irrigación, del rendimiento agrícola, y también de recaudar impuestos y fijar los límites de las propiedades después de la inundación anual del Nilo, y era responsable de la gestión de almacenes y graneros. El territorio que gobernaba recibía el nombre de sepat y desde la época de Akenatón el de kah. Los griegos lo llamaron nomo que podría traducirse por distrito o provincia.
El nomarca realizaba sus tareas jurídicas, militares y religiosas como delegado del faraón. Durante el Imperio Antiguo tenía el título de ady-mer «el que abre los canales», en primer periodo intermedio y principio del Imperio Medio, recibía el de Hery-tep aa sepat, «príncipe del distrito», y desde el Imperio Medio hatia, «alcalde». Estaba asistido por una asamblea (dyadyat) y rendía cuentas a la corte.
| D2 · D21 | N1 | D1 | O29 · D36 | G1 | A1 | N24 · X1 · Z1 |

| D2 · D21 | N1 | D1 | O29 · D36 | G1 | A1 | N24 · X1 · Z1 |

## Sepat
No se conoce el origen de la división territorial aunque algunos estudiosos apuntan a que son los antiguos reinos independientes que se convirtieron en provincias semiautónomas tras la unificación de Egipto. Se tiene constancia de su existencia desde el gobierno de Dyeser (Zoser), y se conocen listas desde la época de Nyuserra. En la Capilla Blanca de Sesostris I en Karnak, están todas relacionadas, 22 nomos en el Alto Egipto y 20 en el Bajo Egipto.
Cuando el poder del faraón era fuerte, los nomarcas eran designados por este, pero cuando el poder central se debilitaba, como en épocas de invasiones extranjeras o guerras civiles, los nomarcas reafirmaban su poder, llegando algunos a establecer linajes hereditarios. Los conflictos entre el faraón y los nomarcas hereditarios fueron comunes durante los denominados períodos intermedios, hasta que uno de los gobernantes locales era capaz de afianzar el control sobre todo el país y erigirse faraón por la fuerza de las armas.

## Cargo
Conocer a los monarcas de principios del Imperio Antiguo es difícil, parece ser que eran enviados altos funcionarios de la corte para gestionar las provincias. Estos gobernantes son conocidos por sus tumbas, pero en las necrópolis también hay familias de la zona. A menudo las tumbas no tienen inscripciones, por lo que poco se sabe de las personas enterradas en ellas. En estas tumbas aparece un título antiguo: ady-mer, «el que abre los canales», que recibían junto con otros como «Jefe de la tierra» o «Supervisor de misiones», que se encontraron en la pirámide de Dyeser (Zoser).
Al final de la quinta dinastía se encuentra en las provincias centrales un mayor número de tumbas inscritas, y en la sexta dinastía aparece el título de Heri-tep aa sepat, «El que está a la cabeza del sepat». Los nomarcas son de origen local, y disfrutan, respecto al faraón, de una mayor autonomía civil, política, económica y religiosa, autonomía que varía según la fortaleza del faraón. Al llegar al primer periodo intermedio (dinastía VII), el cargo parece haberse convertido en gran medida en hereditario y adornado con una gran cantidad de títulos que no parecen ser reales, como los que se adjudica en su tumba Anjtifi, ady-mer de los nomos II y III del Alto Egipto durante la décima dinastía: El Noble Hereditario, Príncipe, Canciller del Rey del Bajo Egipto, Compañero Único, Sacerdote Lector, Jefe del Ejército, Jefe de los Intérpretes, Superior de los países extranjeros, Gran Jefe de los nomos de Edfu y de Hieracómpolis, Anjtifi.
| F4 | X1 · D36 |

| F4 | X1 · D36 |

Durante el primer periodo intermedio fue tomando mayor importancia el título de hatia, «alcalde», hasta llegar a ser el principal a primcipio del imperio Medio, en la dinastía XII, y a menudo toman el poder como nomarcas los sacerdotes, lo que subraya su liderazgo religioso. Desde esta época la secuencia normal de títulos comienza con el de Hatia y Jefe de los sacerdotes, y comienzan a ser ricos oficiales que se permitían grandes tumbas. 
Sesostris III redujo el poder de sus gobernadores, reorganizando la Administración Pública y elimina el sistema descentralizado que había impuesto en años anteriores los príncipes locales, aunque permitió que se mantuviera un sistema hereditario. Redujo su poder hasta el punto que desapareció el título de Hery-tep aa sepat, y la gestión pasó a los alcaldes de las grandes ciudades: desde esta época la secuencia normal de títulos comienza con el de Alcalde y Jefe de los sacerdotes, y corresponde a ricos oficiales que se permitían grandes tumbas. El poder completo lo recuperó el faraón, y los nomarcas quedan sujetos al chaty.

## Funciones
Las tareas del gobernador eran variadas, ya que al ser el representante del faraón debía sustituirle. No solo recaudaba los impuestos y era el responsable de la medición del suelo cultivable, sino que debía ocuparse del almacenamiento de los alimentos y su reparto.
También supervisaban las propiedades de los templos, para lo que le respaldaba el ser el «Jefe de los sacerdotes» y «Supervisor de la Casa del dios», lo que incluía, a partir de la sexta dinastía, el control de las ofrendas de alimentos.

## Nomarcas conocidos
- Sabu, nomarca durante la primera dinastía, bajo el faraón Adyib.
- Metyen, nomarca y miembro de las prefecturas del este de Delta durante el reinado de Seneferu en la cuarta dinastía.
- Jui, nomarca de Abidos, padre de las reinas Anjesenpepi I y Anjesenpepi de la sexta dinastía.
- Hirjuf, nomarca de Asuán, en el reinado de Pepi II de la sexta dinastía.
- Anjtifi, nomarca de Edfu y Hieracómpolis en la décima dinastía.
- Dyehutyhotep, nomarca de Hermópolis Magna en la duodécima dinastía.
- Jnumhotep II, nomarca de Oryx en la duodécima dinastía.
- Hapydjefa o Djefay Hapy, nomarca de Asiut en la duodécima dinastía.
- Sarenput I, nomarca de Asuán en el reinado de Sesostris I.
- Iku, nomarca de Tebas a finales del primer periode intermedio. Padre de Intef,
- Intef hijo de Iku, nomarca de Tebas, padre de Mentuhotep I.
- Amenemhat, nomarca de la dinastía XVIII durante los reinados de Ahmose I, Amenhotep I y Tutmose I, su tumba está en Sheij Abd el-Qurna.
- Pahery, nomarca de El Kab y de Esna durante el reinado de Tutmosis II.